# Yogolana
Yogolana är en ort i Mexiko.   Den ligger i kommunen Villa Sola de Vega och delstaten Oaxaca, i den sydöstra delen av landet, 400 km sydost om huvudstaden Mexico City. Yogolana ligger 1 506 meter över havet och antalet invånare är 133.
Terrängen runt Yogolana är kuperad åt sydväst, men åt nordost är den bergig. Runt Yogolana är det ganska glesbefolkat, med 29 invånare per kvadratkilometer. Närmaste större samhälle är San Vicente Coatlán, 13,1 km sydost om Yogolana. I omgivningarna runt Yogolana växer huvudsakligen savannskog.